# 미우라촌 (에히메현)
미우라촌(三浦村)은 에히메현 기타우와군에 설치된 촌이다. 